# 勒布永
勒布永（法語：Le Bouillon，法語發音：[lə bujɔ̃] ⓘ）是法国奥恩省的一个市镇，属于阿朗松区。

## 地理
勒布永（48°33'42"N, 0°6'12"E）面积17.77 平方千米，位于法国诺曼底大区奧恩省，该省份为法国西北部内陆省份，北起顺时针与卡爾瓦多斯省、厄尔省、厄尔-卢瓦省、萨尔特省、马耶讷省和芒什省接壤。
与勒布永接壤的市镇（或旧市镇、城区）包括：拉费里耶尔贝谢、塞镇附近拉沙佩勒、埃库沃、圣热尔韦迪佩龙、塞镇、洛雷代库沃。

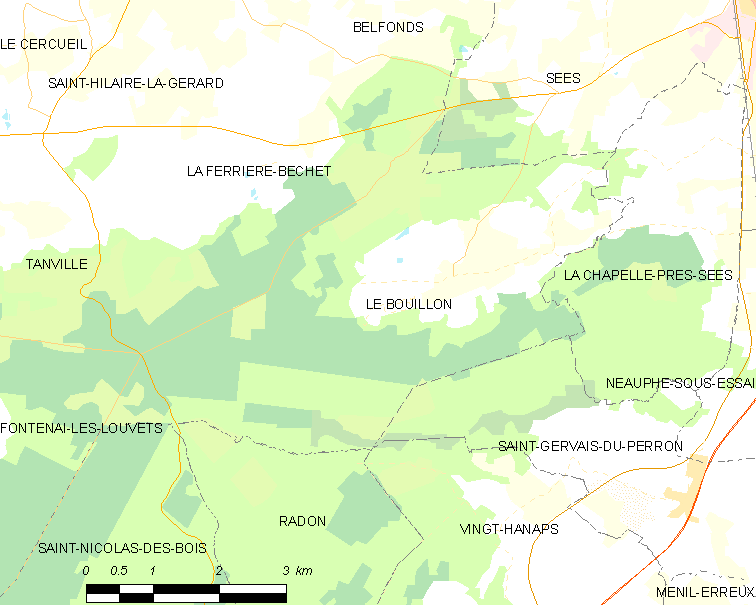
勒布永的OSM定位图

勒布永的时区为UTC+01:00、UTC+02:00（夏令时）。

## 行政
勒布永的邮政编码为61500，INSEE市镇编码为61056。

## 政治
勒布永所属的省级选区为塞镇县。

## 人口

1962-2008年间勒布永人口变化图示

勒布永于2022年1月1日时的人口数量为167人。